# Terier szkocki
Terier szkocki – rasa psa należąca do grupy terierów, zaklasyfikowana do sekcji terierów krótkonożnych. Typ jamnikowaty. Nie podlega próbom pracy.

## Rys historyczny
Pochodzenie teriera szkockiego jest przedmiotem kontrowersji. Najbardziej oddani zwolennicy twierdzą, że jej historia sięga XV wieku, jednak na podstawie skąpych wzmianek z tych czasów trudno wyróżnić konkretne rasy  terierów. Po raz pierwszy wystawiono teriera szkockiego w roku 1859, a wzorzec ustalono w 1882. Pierwotnie znana była jako aberdeen terrier, tam bowiem teriery szkockie można było spotkać najczęściej. Teriery szkockie są spokrewnione z rasą west highland white terrier, a ich przodkowie pochodzili z rejonu Blackmount w Perthshire i wrzosowisk Rannoch.
Przez stulecia terier szkocki był wykorzystywany do zwalczania szkodników i szukania zwierzyny pod ziemią (polował m.in. na borsuki). Od lat trzydziestych XX wieku stał się popularny.

## Wygląd

### Budowa
- Głowa: jest długa, ale proporcjonalna do wymiarów psa. Kufa mocna, jej długość powinna być taka sama jak długość mózgoczaszki. 
  - Szczęki są mocne, zgryz nożycowy. 
    - Zęby powinny być duże, ustawione idealnie pionowo.

  - Trufla jest duża, czarna, niezależnie od umaszczenia zwierzęcia. Linia łącząca truflę z żuchwą wydaje się z profilu cofnięta ku tyłowi. Mózgoczaszka dość szeroka. Stop jest niewielki, ale wyraźny, znajduje się na wysokości oczu.
  - Oczy w kształcie migdała, ciemnobrązowe, dość szeroko rozstawione, osadzone głęboko pod brwiami.
  - Uszy są spiczaste (nie kopiowane), wąskie. Powinny być osadzone na szczycie czaszki, ale niezbyt blisko siebie. Uszy zbyt wąsko osadzone lub szerokie u nasady są poważną wadą.
- Szyja jest muskularna, średniej długości, przechodząca w długie, skośne łopatki.
- Tułów jest mocno zbudowany, stosunkowo krótki. Grzbiet prosty, lędźwie muskularne, głębokie. 
  - Klatka piersiowa jest szeroka, dobrze zaokrąglona, zwężająca się stopniowo ku mostkowi. Przedpiersie wydatne, wyraźnie wysunięte przed krótkie, bardzo mocne, proste kończyny przednie. Klatka piersiowa powinna być noszona nisko między przednimi kończynami.
- Łokcie powinny być ustawione równolegle do tułowia (łokcie odstające lub wciśnięte w tułów są wadą). Śródręcza są proste.
- Kończyny tylne są dobrze kątowane, uda muskularne.
- Łapy mają mięsiste opuszki, palce wysklepione, zwarte. Przednie łapy są nieco większe od tylnych.
- Ruch jest równomierny i swobodny. Kończyny przednie i tylne stawiane są równolegle.
- Ogon jest średniej długości, jak najbardziej prosty, wysoko osadzony, nie cięty. U nasady ogon powinien być szerszy i zwężać się ku końcowi. Noszony prosto ku górze lub lekko pochylony na grzbiet.

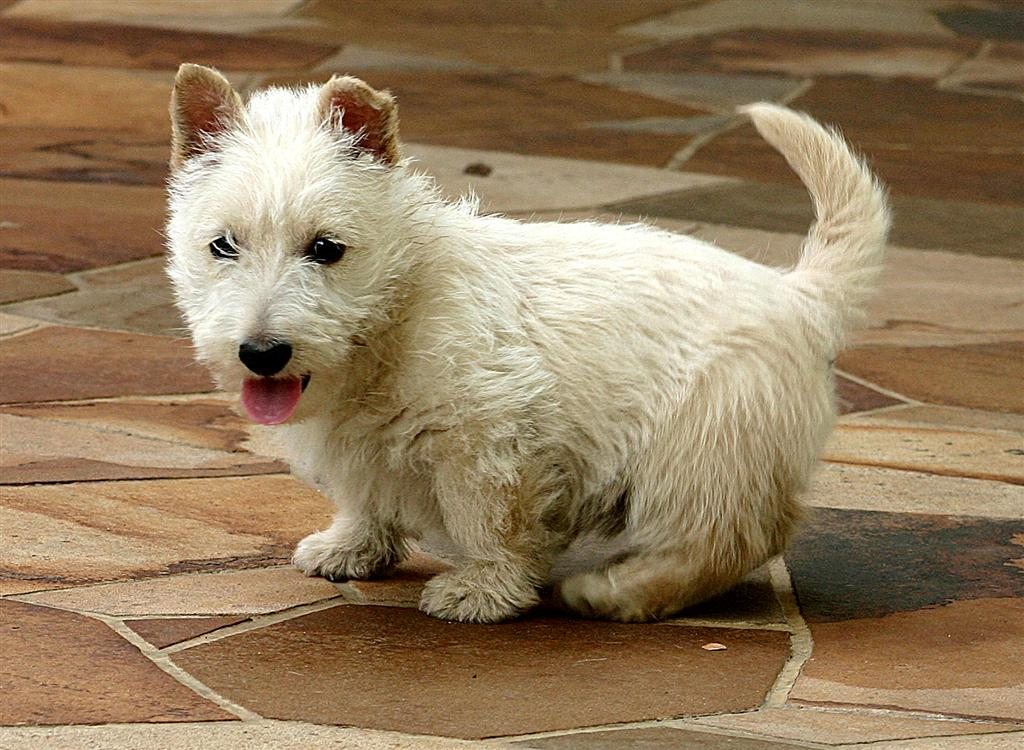
Szczenię teriera szkockiego o jasnym umaszczeniu pszenicznym

### Szata i umaszczenie
Włos jest szorstki, a podszerstek obfity. Umaszczenie czarne, pszeniczne lub pręgowane w dowolnych kolorach. Nos, powieki i fafle muszą być dobrze pigmentowane, tzn. czarne. Pożądane są także czarne opuszki i pazury.

## Zachowanie i charakter
Terier szkocki jest pewny siebie, dość uparty, ale nie zaczepny, nieustępliwy, zwłaszcza wobec innych psów. Ma silny instynkt myśliwski, może ścigać koty i polować na ptaki lub gryzonie. Dość trudny w szkoleniu, niezależny, ale dobrze zapamiętuje nauki. Lubi towarzystwo ludzi, odpowiednio zsocjalizowany nie atakuje ich, jednak do obcych odnosi się z rezerwą. Tzw. pies jednego pana, zwykle najsilniej przywiązuje się do wybranego członka rodziny. Niezbyt odpowiedni do domu, w którym są małe dzieci. Wierny towarzysz, wytrwały piechur. W warunkach domowych spokojny i zrównoważony. Dobry stróż.

## Zdrowie i pielęgnacja
Terier szkocki ma dwuwarstwową szatę, która wymaga szczotkowania raz w tygodniu i profesjonalnej pielęgnacji raz na sześć do ośmiu tygodni. Aby zachować psa w dobrej kondycji, konieczny jest także codzienny dłuższy spacer. Terier szkocki jest podatny na nowotwory, szczególnie nowotwór pęcherza, a także chorobę neurologiczną nazywaną scottie cramp. Jej pierwszymi objawami mogą być wyginanie kręgosłupa i zbyt wysokie podnoszenie nóg.